# Thraupis abbas
O sanhaço-mancha-amarela (Thraupis abbas) é um pássaro neotropical pertencente à família dos Tiês. Mede cerca de 18 cm, destingue-se bem de outros pássaros traupídeos, devido à mancha amarela em sua asa.

## Caracterização
Sua coloração vai do azul ao verde lavanda, sua parte superior azulada e inferior esverdeada, tendo as penas das asas primárias e secundárias negras, e as coberturas primárias maiores amarelas. Quando jovem apresenta a cabeça e o dorso de coloração verde-oliva.
Habita florestas abertas de clima úmido. Muitas vezes formam bandos de 50 ou mais indivíduos.
Alimenta-se de frutos, insetos, e néctar. Seu chamado é alto e sibilante, podendo ser dado em voo ou quando empoleirado.
Constrói seu ninho na forma de um cesto aberto, feito de folhas secas, fibras vegetais e musgos. A postura é de em média 3 ovos, que são cinzas com manchas marrons.

## Distribuição
Ocorre principalmente em países da América Central: Belize, El Salvador, Guatemala, Honduras, Nicarágua; e da América do Norte: México.